# Wells Fargo Center (Philadelphia)
Das Wells Fargo Center (ab dem 1. September 2025 Xfinity Mobile Arena, Eigenschreibweise: xfinity mobile ARENA) ist eine Multifunktionsarena in der US-amerikanischen Stadt Philadelphia im US-Bundesstaat Pennsylvania. Es ist die Heimspielstätte der Philadelphia Flyers aus der National Hockey League (NHL) sowie der Philadelphia 76ers aus der National Basketball Association (NBA). Des Weiteren nutzen die Teams der Philadelphia Soul aus der Arena Football League (AFL) und die Villanova Wildcats (NCAA-Big East Conference), neben dem Finneran Pavilion mit 6.500 Plätzen, die Halle.

## Geschichte
Die Arena wurde 1996 auf dem Gelände des früheren John F. Kennedy Stadium fertiggestellt, die Baukosten beliefen sich auf 206 Mio. US-Dollar, welche zum größten Teil von privaten Investoren aufgebracht wurden. Das Gebäude befindet sich im südöstlichen Bereich des South Philadelphia Sports Complex, zu dem auch das Lincoln Financial Field und der Citizens Bank Park. Bis zu ihrem Abriss gehörte auch die Vorgänger-Arena, das Philadelphia Spectrum, dazu.

Ehemaliges Logo des Wachovia Center

Die Zuschauerkapazität der Arena zu Basketballspielen liegt bei 21.600 sowie 19.519 bei Eishockeyspielen. Das Wells Fargo Center bietet zudem 126 Luxussuiten sowie 1.880 Logenplätze. Ursprünglich war der Namenssponsor der Arena die CoreStates Bank, welche sich bereiterklärte 40 Mio. US-Dollar für sie zu bezahlen, doch schon 1998 gingen die Namensrechte an die First Union Bank und fünf Jahre später an die Wachovia Bank über, die der Halle ihren Namen gab. 2010 wurde die Wells Fargo neuer Namensgeber und die Arena heißt seitdem Wells Fargo Center.
Im März 2018 wurden Pläne für die Modernisierung der Veranstaltungshalle veröffentlicht. Für etwa 200 Mio. Euro soll die Spielstätte der 76ers und Flyers bis 2021 auf den neuesten Stand der Technik gebracht werden. Auch ein Neubau wurde in die Planungen mit einbezogen, aber bei Kosten von etwa 605 Mio. Euro entschied man sich dagegen. Im Februar 2019 wurden weitere Details der Modernisierung bekannt. Die Arbeiten für 250 Mio. US-Dollar mit dem Titel „Transformation 2020“ werden mehrere Jahre andauern. Die Halle soll die erste kinetische 4K-Videoanzeigetafel, die in einer Halle unter dem Dach installiert wurde, erhalten. Das System kann u. a. vertikal bewegt werden und hat mit insgesamt 6.000 m² eine 65 % größere LED-Bildschirmfläche als das alte System. Neben der neuen Videoanlage sollen einige V.I.P.-Logen in Court- und Rink-Side-Suiten umgewandelt werden. Die Flure in der Arena sollen um einige Meter verbreitert werden. Geplant ist auch der Einbau von 8.000 neuen Sitzen mit Becherhaltern und neue Fensterflächen Richtung Norden mit Blick auf die Skyline der Stadt. Das Angebot an Ständen für Getränke und Essen soll erweitert werden sowie die Erneuerung der Spielerumkleidekabinen und der Austausch des Bodenbelages stehen auf der Liste der Arbeiten.
Ab dem 1. September 2025 wird das Wells Fargo Center den neuen Namen Xfinity Mobile Arena (Eigenschreibweise: xfinity mobile ARENA) erhalten. Der Mobilfunkanbieter Xfinity Mobile gehört zum Medienkonzern Comcast. Der Sponsorenvertrag soll bis zum Ende der Saison 2030/31 laufen.

## Nutzung
Während des NHL-Lockouts in der Saison 2004/05, nutzte das Farmteam der Flyers, die Philadelphia Phantoms, die Halle um seine Heimspiele vom alten Wachovia Spectrum in die neue Arena zu verlegen. Mit einer Kulisse von 20.103 Zuschauern im 4. Finalspiel um den Calder Cup brachen die Phantoms während der Play-offs der AHL zudem ihren eigenen Zuschauerrekord deutlich.

In der Arena werden des Weiteren andere Sportveranstaltungen, wie z. B. College-Basketball (Rekordkulisse bei einem solchen Spiel in Pennsylvania beim Aufeinandertreffen der Villanova University und der UConn) ausgetragen sowie zahlreiche Konzerte veranstaltet. So traten u. a. verschiedene Künstler und Bands wie die Guns N’ Roses (6. Dezember 2002, Chinese Democracy Tour), Billy Joel (2006) oder auch Britney Spears (2011, Femme Fatale Tour) im Wells Fargo Center auf.

## Neubaupläne der Philadelphia 76ers
Am 21. Juli 2022 stellten die Philadelphia 76ers Pläne für eine eigene Arena mit dem vorläufigen Namen 76 Place at Market Place vor. Der Bau soll Teil des Fashion District Philadelphia werden. Die geplanten Baukosten der privatfinazierten Halle mit 18.500 Plätzen sollen bei 1,3 Mrd. US-Dollar (1,27 Mrd. Euro) liegen. Die Philadelphia 76ers hoffen, dass der 76 Place at Market Place im September 2031 zur Saison 2031/32 eröffnet werden kann, da der jetzige Mietvertrag zwischen dem Eigentümer Comcast Spectacor und den 76ers 2031 endet. Der Zeitplan des Projekts sieht den Beginn der Bauarbeiten ist nicht vor 2028 vor, da zuvor erforderliche Genehmigungen vorliegen sowie der Entwurfsprozess und die Abrissarbeiten durchgeführt werden müssen. Für das Bauprojekt haben die Philadelphia 76ers das Unternehmen 76 Devcorp gegründet, um das Projekt zu beaufsichtigen. Im Juni 2023 wurden neue Bilder der zukünftigen Heimspielstätte veröffentlicht.

## Galerie

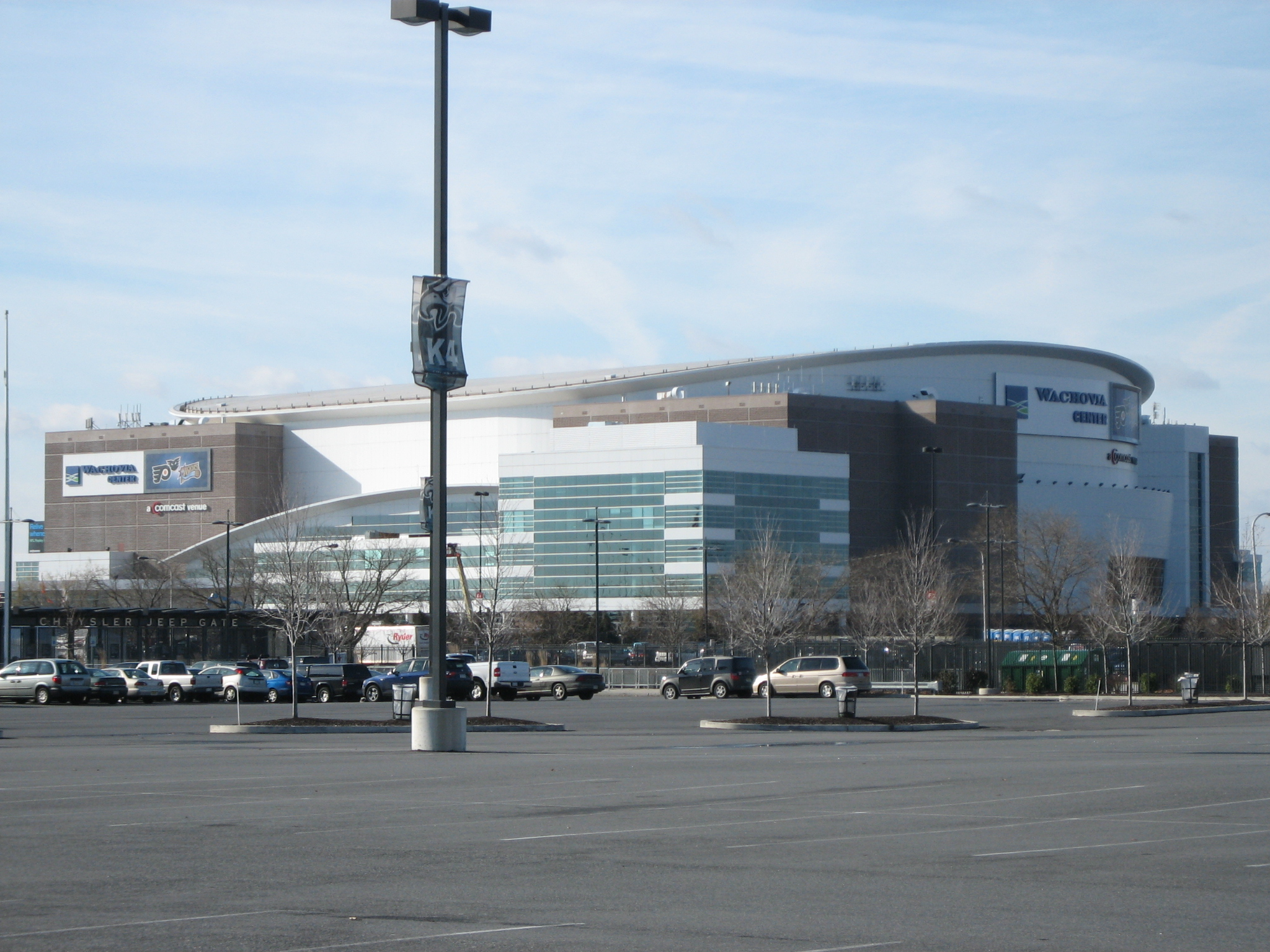
Wachovia Center (2006)
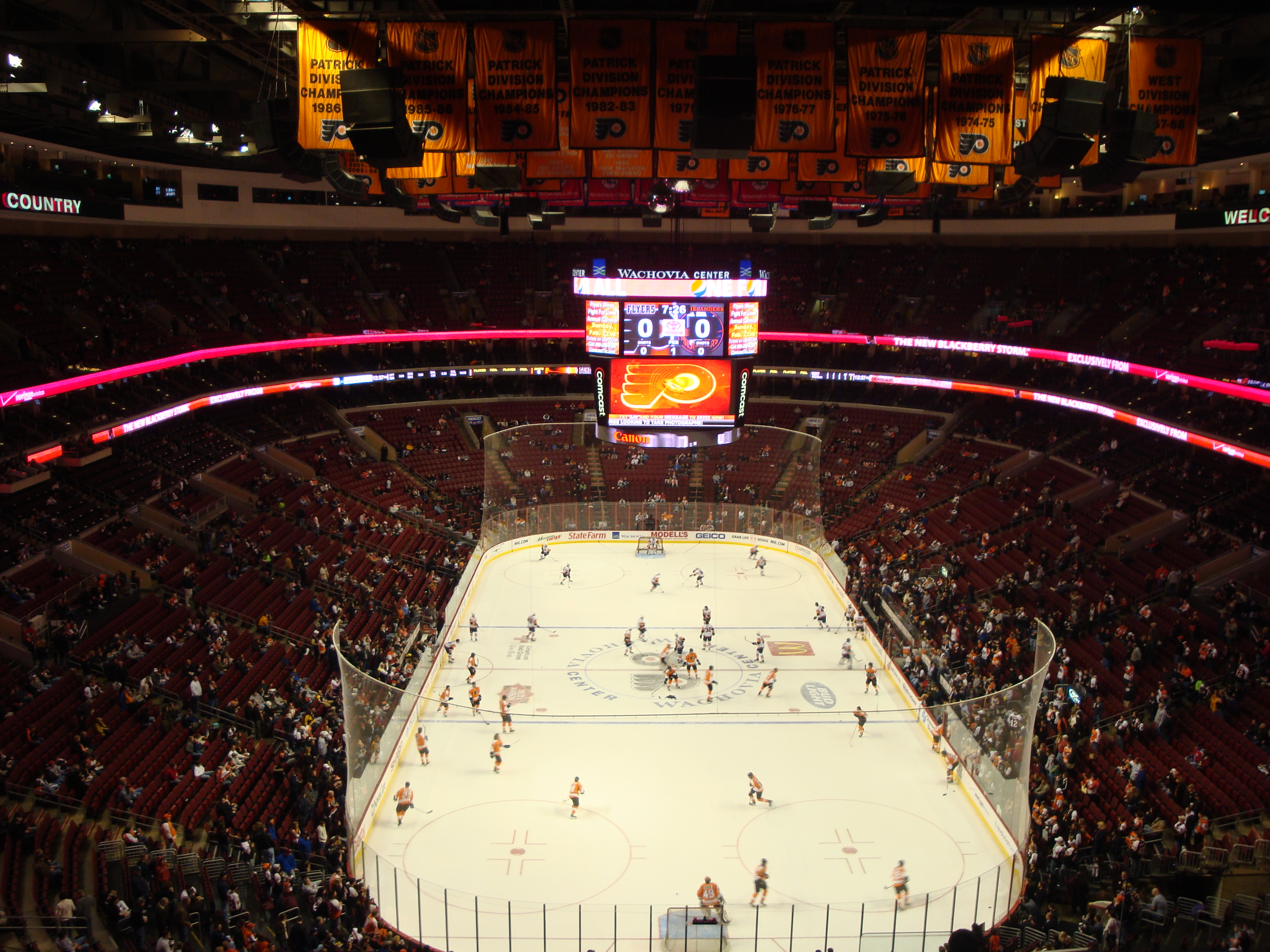
Innenansicht bei einem Spiel der Flyers (2009)
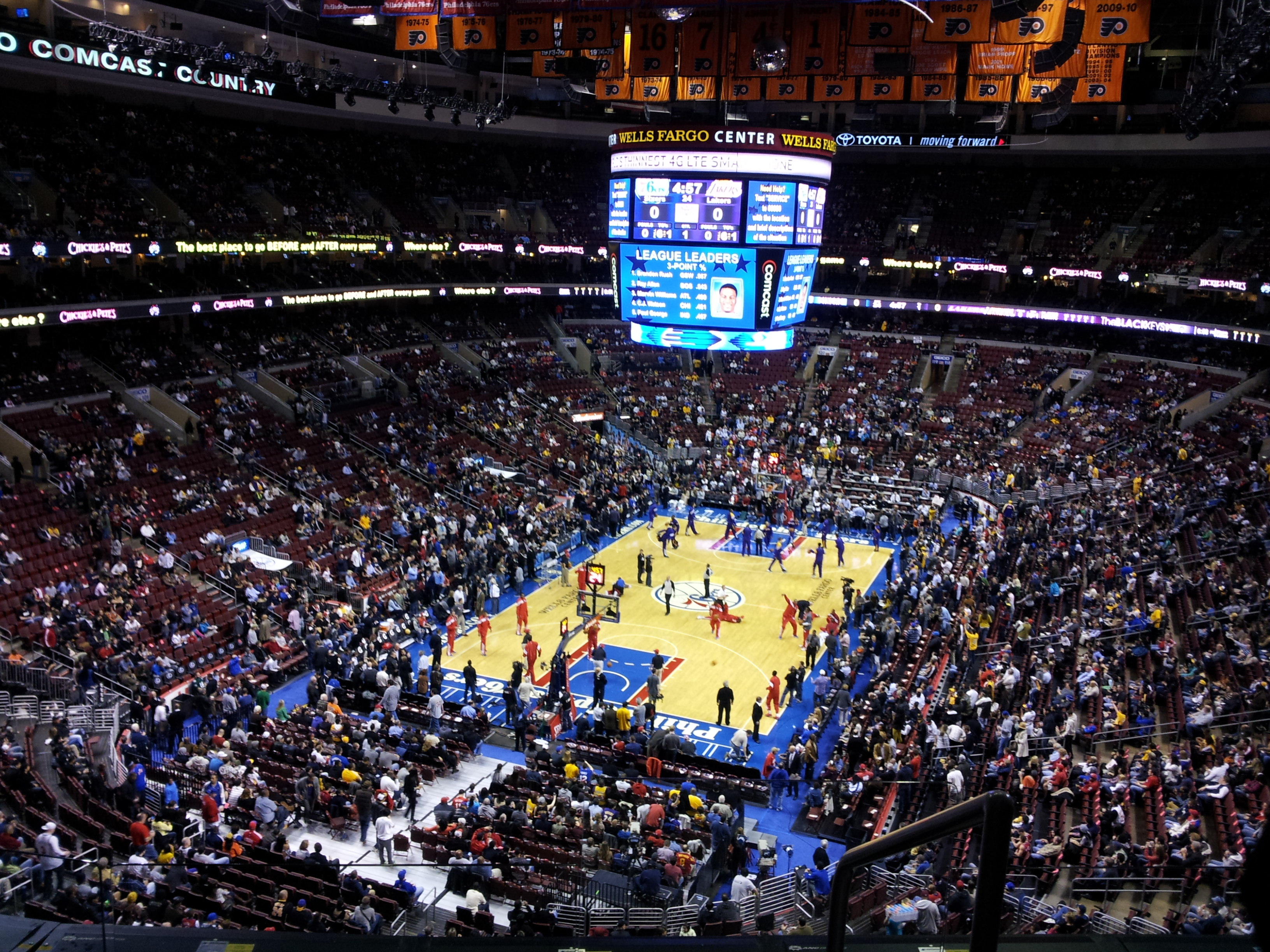
Innenansicht bei einem Spiel der 76ers (2012)
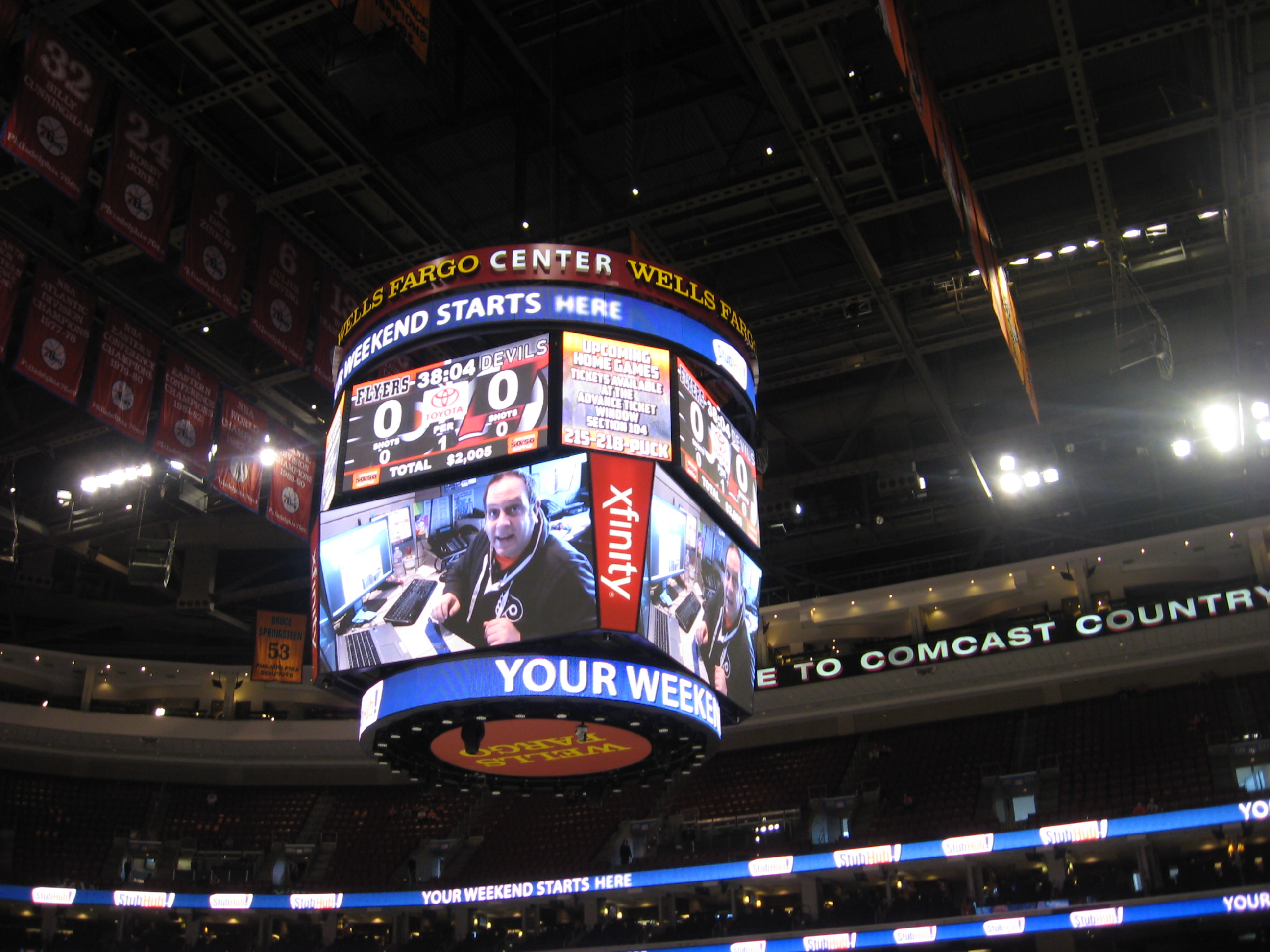
Der Videowürfel des Wells Fargo Center (2014)